# Charles Bunbury
Sir Charles James Fox Bunbury (Messina, 4 de fevereiro de 1809 — Bury St Edmunds, Suffolk, 18 de junho de 1886), 8.º baronete de Bunbury (Oxon), foi um naturalista inglês que se notabilizou nos campos da botânica e da paleontologia, com estaque para o estudos das marcas vegetais encontradas em carvões.

## Biografia
Nasceu em Messina, primeiro filho de Sir Henry Bunbury, 7.º baronete de Bunbury, e de Louisa Amelia Fox. Foi educado no Trinity College da Universidade de Cambridge. Casou com Frances Joanna Horner, filha de Leonard Horner, a 31 de Maio de 1844, em Londres, não tendo filhos.
Foi juiz de paz e delegado régio em Suffolk, sendo nomeado em 1868 para o cargo de High Sheriff de Suffolk.
Dedicou-se ao estudo das ciências naturais, sendo um botânico diligente e um geólogo especializado na paleontologia e na paleobotânica. Colectou espécimes de plantas em expedições à América do Sul (1833), que incluíram passagens pelo Rio e Minas Gerais, e à África do Sul (1838). Acompanhou o seu amigo Sir Charles Lyell, pioneiro da geologia, numa expedição à ilha da Madeira.
Foi eleito sócio (fellow) da Royal Society em 1851.
Faleceu em Barton Hall, Bury, Suffolk no ano de 1886 e foi sucedido no seu título pelo seu irmão mais novo, Sir Edward Herbert Bunbury, 9.º baronete Bunbury.